# G20 (película)
G20 es una película estadounidense de acción y thriller, dirigida por Patricia Riggen y escrita por Logan y Noah Miller. Está protagonizada por Viola Davis, Antony Starr, Elizabeth Marvel, Ramón Rodriguez, Angela Sarafyan, Marsai Martin, Clark Gregg, Anthony Anderson, Douglas Hodge, Sabrina Impacciatore y Gideon Emery.

## Trama
La presidente de Estados Unidos, Danielle Sutton, debe defender a su familia, a sus compañeros líderes y al mundo cuando la cumbre del G20 en Ciudad del Cabo, Sudáfrica es tomada por terroristas. 

## Argumento
En Budapest, el ex cabo Edward Rutledge de las Fuerzas Especiales Australianas y sus mercenarios intentan hacerse con una monedero de criptomonedas de 70 millones de dólares persiguiendo a una mujer por las calles y drogándola hasta dejarla en coma en un bar cercano. Mientras tanto, la presidenta de EE. UU. y veterana del Ejército, Danielle Sutton, es públicamente avergonzada por las travesuras rebeldes de su hija Serena, quien rompe la tecnología RFID y se escapa de la Casa Blanca para salir de fiesta. Esto lleva a Sutton y a su esposo Derek a llevar a Serena y a su hermano Demetrius con ellos a la cumbre del G20 de líderes mundiales en Sudáfrica.
Al llegar a la cumbre, a un hotel fuertemente fortificado en Ciudad del Cabo, Sutton y la Secretaria del Tesoro de los Estados Unidos, Joanna Worth, presentan su plan para empoderar a los agricultores subsaharianos en dificultades mediante el acceso a la moneda digital. Infiltrándose en la cumbre, Rutledge y sus hombres tienden una emboscada a los equipos de seguridad de los invitados, incluyendo al propio Equipo de Contraataque del Servicio Secreto de Sutton, y toman el control del hotel. Mientras los miembros de la cumbre son tomados como rehenes, Sutton y el agente del Servicio Secreto de los Estados Unidos, Manny Ruiz, se escabullen con el Primer Ministro del Reino Unido, Oliver Everett; la directora del Fondo Monetario Internacional, Elena Romano; y la Primera Dama de Corea del Sur, Han Minh-Seo, mientras Derek rescata a sus hijos y evade su captura.  Al difundir sus acciones al mundo, Rutledge acusa a Sutton y a sus compañeros líderes de corrupción e insta a los ciudadanos de todo el mundo a invertir todo su dinero en criptomonedas, fuera del control gubernamental. Utiliza las voces e imágenes de los rehenes para crear videos ultrafalsos que respaldan sus afirmaciones, filtrando las imágenes manipuladas a la prensa. El auge de la inversión en criptomonedas dispara el valor de su propia billetera. En el tejado, Serena logra enviar un mensaje al vicepresidente Harold Mosely, pero el agente del Servicio Secreto Darden, un traidor, captura a Derek.
Luchando contra mercenarios, entre ellos suidlandeses, Sutton y un Ruiz herido guían a los demás hacia "la Bestia", la limusina blindada presidencial.  Rutledge ejecuta al Primer Ministro de Australia y al Presidente de Corea del Sur antes de golpear a Derek por radio, obligando a Sutton a revelar su ubicación. Darden la encuentra, pero es asesinado por Ruiz, y Serena y Demetrius son salvados por Melokuhle y Lesedi, agentes del gobierno sudafricano que se hacen pasar por personal del hotel. Han se reúne con los rehenes y encuentra el cuerpo de su esposo, mientras Romano y Everett conducen la Bestia a través del perímetro del hotel y Lesedi destruye los misiles de los mercenarios.
Everett informa a Mosely del plan de Sutton para salvar a los rehenes, y Ruiz corta el suministro eléctrico del hotel mientras Melokuhle y Lesedi se hacen cargo de la señal de vigilancia de los mercenarios. Tras matar a más hombres de Rutledge, Sutton se entrega para salvar a su esposo y a Worth, lo que permite a Rutledge manipular su imagen en un último deepfake que hunde la economía estadounidense y le proporciona 150 mil millones de dólares.  Acusando a Sutton —quien saltó a la fama tras una foto heroica mientras servía en Irak— de lucrarse con la muerte de sus compañeros de armas, Rutledge dispara a Derek. Apuñalado por Han, Rutledge suelta la cartera y huye, y un equipo de asalto rescata a los rehenes.
Derek es salvado por su chaleco antibalas, y Sutton se da cuenta de que Worth está en complicidad con Rutledge, quien se lleva a Serena a punta de pistola para escapar en helicóptero. Sutton lo confronta con la cartera, el único medio de acceder al dinero, que cae en el bosque. Antes de que pueda disparar a Serena, Sutton derriba a Rutledge del helicóptero, causándole la muerte, y el equipo de asalto lo rescata. Después, Worth es encarcelado, Ruiz se recupera y el plan del presidente Sutton es adoptado con éxito por el G20, mientras ella y su familia regresan a la Casa Blanca.

## Reparto
- Viola Davis como Danielle Sutton, la presidente de los Estados Unidos
- Antony Starr como Rutledge, un líder terrorista
- Elizabeth Marvel como Joanna Worth
- Ramón Rodríguez como agente Manny Ruiz
- Angela Sarafyan como Quoll
- Marsai Martin como Serena Sutton
- Clark Gregg como vicepresidente Harold Mosley
- Anthony Anderson como Derek Sutton
- Douglas Hodge como Oliver Everett
- Gideon Emery como Warren Paxton
- Sabrina Impacciatore como Elena Romano
- John Hoogenakker como agente Darden
- Ali Suliman como agente Adwi
- Julius Tennon como director Mikkelson
- Caitlin Mehner como Jennifer
- Alexander Maniatis como Hans
- Shane John Kruger	como matón gemelo #1
- Milton Schorr como matón gemelo #2
- Schelaine Bennett como agente Lane
- Colin Moss como primer ministro Lowe
- Conrad Kemp como Bousquet
- Stephen Jennings como general Paulson
- Christopher Farrar como Demetrius Sutton
- Tamer Burjaq como guardia de seguridad turco
- Jandre le Roux como agente Parry
- Adrian Collins como Karl
- Genna Galloway como reportera de la casa blanca #2
- Emmanuel Castis como Titos
- Paul Hampshire como matón italiano
- Noxolo Dlamini como Lesedi
- David James como Csonger
- MeeWha Alana Lee como Han Min-Seo
- Joseph Steven Yang como Lee Young-Ho
- Theo Bongani Ndyalvane como Melokuhle
- Jaques Theron como primer ministro de Francia
- Tshamano Sebe	como presidente de Sudáfrica
- Riaz Solker como príncipe Ahmed
- José Domingos como presidente Silvo
- Terence Bridgett como Kelly Choi
- Heike Brunner como canciller de Alemania

## Producción
En noviembre de 2022 se anunció que Viola Davis protagonizaría y produciría la película, y que Patricia Riggen se encargaría de la dirección. La producción se vio afectada en julio de 2023 como consecuencia de la huelga SAG-AFTRA de 2023. A la película se le había concedido un acuerdo provisional, aunque la producción no estaba preparada para comenzar el rodaje a pesar de esto, y Davis anunciando al día siguiente que no rodaría hasta la conclusión de la huelga.
La fotografía principal comenzó oficialmente en enero de 2024 en Ciudad del Cabo, con Anthony Anderson, Marsai Martin, Ramón Rodríguez, Antony Starr, Douglas Hodge, Elizabeth Marvel, Sabrina Impacciatore y Clark Gregg entre el reparto que se anunció que se incorporaría.  El rodaje concluyó a principios de marzo de 2024.